# Gürdere, Yüksekova
Gürdere là một xã thuộc huyện Yüksekova, tỉnh Hakkâri, Thổ Nhĩ Kỳ.